# Aorchis
Aorchis es un género con tan solo dos especies de orquídeas terrestres de la subfamilia Orchidoideae. En el pasado, se integraban perteneciendo a los géneros Habenaria, Gymnadenia o Galeorchis.

## Hábitat y distribución
Estas especies se encuentran frecuentemente en arbustos y prados alpinos de alturas de 2300 a 4300 m, desde el Himalaya a China, Japón, Corea y el extremo Oriente de Rusia. Donde se desarrolla forma colonias extensas.

## Descripción
Estas orquídeas tienen una altura entre 8 y 5 cm. Tienen un desarrollo simpodial, con rizomas largos, delgados y rastreros.
El tallo es erecto y cilíndrico con una o dos brácteas que envuelven la base.
Las amplias y picudas hojas son elípticas, con forma de espátula u oblongolanceoladas. Las plantas muestran mayormente dos hojas opuestas, (raramente 1 o 3), con un pedúnculo plegado longitudinalmente.
La inflorescencia de (1,5 – 5 cm) es en racimo con 1 a 5 flores, doblado hacia un lado, desarrollando una antera(= pedúnculo desnudo elevándose desde la base. El pedúnculo principal es glabro con brácteas florales abiertas. El ovario glabro epígono (es de forma espigada).
Los sépalos y pétalos son de color rosa de forma oblonga y con apéndice. Los sépalos dorsales forman una caperuza con los pétalos. El labelo (labio) rosa está pintado de motas y es tan largo como los sépalos. Muestra una forma oblonga, elíptica u ovoide con los bordes enteros. Tiene una espuela corta.
Florece de julio hasta agosto.

## Especies
- Aorchis cyclochila ( Extremo Oriente de Rusia) y Japón)
- Aorchis spathulata (Himalaya a SC. China)